# Młodzieżowe Mistrzostwa Polski w Lekkoatletyce 2016
33. Młodzieżowe Mistrzostwa Polski w Lekkoatletyce – zawody lekkoatletyczne dla sportowców do lat 23 organizowane pod egidą Polskiego Związku Lekkiej Atletyki, które odbywały się od 30 do 31 lipca 2016 w Jeleniej Górze.

## Rezultaty

### Mężczyźni
| Konkurencja:                    | 1. miejsce                                                                     | Rezultat | 2. miejsce                                                                 | Rezultat   | 3. miejsce                                                                                         | Rezultat    |
| Bieg na 100 m                   | Dominik Kopeć KS Agros Zamość                                                  | 10,28    | Hubert Kalandyk KS Agros Zamość                                            | 10,45      | Karol Kwiatkowski AZS-AWF Katowice                                                                 | 10,51       |
| Bieg na 200 m                   | Hubert Kalandyk KS Agros Zamość                                                | 20,96 PB | Dominik Kopeć KS Agros Zamość                                              | 21,12 PB   | Patryk Nurkowski LKS Jantar Ustka                                                                  | 21,29 PB    |
| Bieg na 400 m                   | Przemysław Waściński MUKS Kadet Rawicz                                         | 46,14 PB | Wiktor Suwara AZS Łódź                                                     | 46,37 PB   | Łukasz Ozdarski AZS-AWF Warszawa                                                                   | 47,14 PB    |
| Bieg na 800 m                   | Michał Rozmys UKS Barnim Goleniów                                              | 1:51,45  | Jakub Bałdyka AZS-AWF Warszawa                                             | 1:52,42    | Adrian Wyrzykiewicz PLKS Gwda Piła                                                                 | 1:52,64     |
| Bieg na 1500 m                  | Michał Rozmys UKS Barnim Goleniów                                              | 3:56,94  | Damian Rudnik MKS Chojniczanka 1930 Chojnice                               | 3:57,25    | Adrian Wyrzykiewicz PLKS Gwda Piła                                                                 | 3:57,79     |
| Bieg na 5000 m                  | Damian Rudnik MKS Chojniczanka 1930 Chojnice                                   | 14:57,55 | Patryk Stypułkowski RKS Łódź                                               | 14:59,19   | Szymon Topolnicki AZS-AWF Katowice                                                                 | 14:59,86 PB |
| Bieg na 3000 m przez przeszkody | Maciej Bielawiec KS Podlasie Białystok                                         | 9:18,65  | Łukasz Ludkiewicz MKS Osa Zgorzelec                                        | 9:19,79 PB | Mateusz Kaczmarek WMLKS Nadodrze Powodowo                                                          | 9:20,46     |
| Bieg na 110 m przez płotki      | Marcin Grudka WKS Flota Gdynia                                                 | 14,01 PB | Kacper Schubert CWZS Zawisza Bydgoszcz                                     | 14,06 PB   | Tomasz Kołodziejski MKL 12 Jelenia Góra                                                            | 14,27 PB    |
| Bieg na 400 m przez płotki      | Patryk Adamczyk RLTL ZTE Radom                                                 | 49,72 PB | Patryk Dobek SKLA Sopot                                                    | 49,95      | Piotr Szewczyk RLTL ZTE Radom                                                                      | 52,03       |
| Sztafeta 4 × 100 m              | KS Agros Zamość Dawid Muzyczuk Hubert Kalandyk Michał Jakóbczyk Dominik Kopeć  | 41,08    | KS AZS AWF Kraków Paweł Sarnecki Mateusz Wikar Piotr Mitka Michał Gębski   | 41,15 SB   | KS Podlasie Białystok Adam Wasilewski Marcin Jabłonski Paweł Suproń Adrian Kamiński                | 41,22       |
| Sztafeta 4 × 400 m              | AZS-AWF Warszawa Krzysztof Miara Jakub Bałdyka Dominik Baćmaga Łukasz Ozdarski | 3:15,33  | KS AZS AWF Kraków Mariusz Jurczyk Maciej Goss Sebastian Szkoła Piotr Mitka | 3:16,33 SB | AZS KU Politechniki Opolskiej Opole Błażej Sobczak Hubert Olczyk Patryk Bednarz Jacek Chochorowski | 3:18,84     |
| Skok w dal                      | Mateusz Jopek KS AZS AWF Wrocław                                               | 7,57 PB  | Szymon Lubański RKS Skra Warszawa                                          | 7,39       | Marek Brzeziński MKS-MOS Płomień Sosnowiec                                                         | 7,30        |
| Trójskok                        | Sławomir Glapiński AZS-AWF Warszawa                                            | 15,45    | Jan Kulmaczewski UKS Misiaczki Pruszków                                    | 15,18 PB   | Krzysztof Dudek TL Pogoń Ruda Śląska                                                               | 14,96 PB    |
| Skok wzwyż                      | Dawid Wawrzyniak MKLA Łęczyca                                                  | 2,12     | Bartłomiej Bedeniczuk KS AZS-AWF Biała Podlaska                            | 2,08       | Damian Nowicki KS Podlasie Białystok                                                               | 2,04        |
| Skok o tyczce                   | Karol Pawlik CWZS Zawisza Bydgoszcz                                            | 5,20     | Borys Dżaman OSOT Szczecin                                                 | 4,80 SB    | Jan Śladowski AZS-AWF Warszawa                                                                     | 4,60 =SB    |
| Pchnięcie kulą                  | Andrzej Regin PKS Gwardia Szczytno                                             | 18,88    | Dawid Krzyżan CWZS Zawisza Bydgoszcz                                       | 18,75      | Bartłomiej Stój KKS Victoria Stalowa Wola                                                          | 17,90 PB    |
| Rzut dyskiem                    | Bartłomiej Stój KKS Victoria Stalowa Wola                                      | 62,40    | Krystian Pawelczyk MKS Pułtusk                                             | 54,53      | Jan Parol WLKS Nowe Iganie                                                                         | 51,56 PB    |
| Rzut młotem                     | Sebastian Janusz LKS Stal Mielec                                               | 65,57    | Kacper Wrzałkowski CWZS Zawisza Bydgoszcz                                  | 61,07 PB   | Sebastian Nowicki RKS Skra Warszawa                                                                | 59,04 PB    |
| Rzut oszczepem                  | Mateusz Kwaśniewski ULKS Uczniak Szprotawa                                     | 76,42    | Rafał Gierek MKS Pułtusk                                                   | 71,73 PB   | Wojciech Ćwik KS AZS UWM Olsztyn                                                                   | 71,39       |

### Kobiety
| Konkurencja:                  | 1. miejsce                                                                            | Rezultat | 2. miejsce                                                                            | Rezultat    | 3. miejsce                                                                              | Rezultat |
| Bieg na 100 m                 | Kamila Ciba OŚ AZS Poznań                                                             | 11,74 PB | Magdalena Wronka KS Agros Zamość                                                      | 11,78 PB    | Paulina Kajewska KS Podlasie Białystok                                                  | 11,96PB  |
| Bieg na 200 m                 | Martyna Dąbrowska UKS 19 Bojary Białystok                                             | 23,58 PB | Patrycja Wyciszkiewicz OŚ AZS Poznań                                                  | 23,64 PB    | Magdalena Wronka KS Agros Zamość                                                        | 23,99    |
| Bieg na 400 m                 | Patrycja Wyciszkiewicz OŚ AZS Poznań                                                  | 52,40    | Martyna Dąbrowska UKS 19 Bojary Białystok                                             | 52,97 SB    | Zofia Wróblewska KS AZS AWF Wrocław                                                     | 53,52 PB |
| Bieg na 800 m                 | Martyna Galant OŚ AZS Poznań                                                          | 2:07,25  | Weronika Wyka AZS-AWF Warszawa                                                        | 2:08,25     | Kinga Sarzyńska LUKS Podium Kup                                                         | 2:09,58  |
| Bieg na 1500 m                | Martyna Galant OŚ AZS Poznań                                                          | 4:25,53  | Weronika Wyka AZS-AWF Warszawa                                                        | 4:26,69 PB  | Aleksandra Hołda AZS-AWF Warszawa                                                       | 4:27,00  |
| Bieg na 5000 m                | Katarzyna Rutkowska KS Podlasie Białystok                                             | 17:14,71 | Aleksandra Hołda AZS-AWF Warszawa                                                     | 17:15,25 PB | Weronika Pyzik LKS Znicz Biłgoraj                                                       | 17:19,95 |
| Bieg na 100 m przez płotki    | Katarzyna Siewruk AZS KU Politechniki Opolskiej                                       | 13,81    | Katarzyna Flis AZS Łódź                                                               | 13,88 PB    | Marlena Morton CWZS Zawisza Bydgoszcz                                                   | 14,01 PB |
| Bieg na 400 m przez płotki    | Justyna Saganiak UKS 55 Łódź                                                          | 58,09 PB | Zofia Wróblewska KS AZS AWF Wrocław                                                   | 58,41 PB    | Aleksandra Gaworska KS AZS AWF Kraków                                                   | 58,62 PB |
| Bieg na 3000 m z przeszkodami | Amelia Czerwińska KS Warszawianka                                                     | 10:33,80 | Ewelina Gawlak LKS Pszczyna                                                           | 10:39,83 PB | Katarzyna Kargol CWKS Resovia Rzeszów                                                   | 10:42,19 |
| Sztafeta 4 × 100 m            | CWZS Zawisza Bydgoszcz Weronika Częsz Marlena Morton Joanna Walas Kinga Tarań         | 46,96    | KS AZS AWF Wrocław Katarzyna Wróbel Izabela Włodarska Anna Pałys Ewa Ochocka          | 47,29       | UKS Kusy Warszawa Aleksandra Lubicka Monika Rusiniak Magda Krzywicka Natalia Duchnowska | 47,83    |
| Sztafeta 4 × 400 m            | AZS-AWFiS Gdańsk Magdalena Łastowska Aleksandra Maliszewska Anna Dobek Dominika Morek | 3:42,28  | OŚ AZS Poznań Joanna Chojnacka Martyna Galant Wiktoria Błaszyk Patrycja Wyciszkiewicz | 3:47,94     | KS AZS AWF Kraków Sonia Zaborowska Katarzyna Chryczyk Aleksandra Gaworska Mariola Karaś | 3:48,47  |
| Skok w dal                    | Magdalena Żebrowska KS Podlasie Białystok                                             | 6,17     | Adrianna Szóstak SL Olimpia Poznań                                                    | 6,10 PB     | Katarzyna Wróbel KS AZS AWF Wrocław                                                     | 6,10 =PB |
| Trójskok                      | Adrianna Szóstak SL Olimpia Poznań                                                    | 12,93    | Monika Piekarska MKS Juvenia Puszczykowo                                              | 12,63 PB    | Ewelina Wyszczelska AZS-AWF Warszawa                                                    | 12,59 PB |
| Skok wzwyż                    | Aneta Rydz RLTL ZTE Radom                                                             | 1,82     | Justyna Konior KS AZS AWF Kraków                                                      | 1,73 SB     | Joanna Stanisławska UKS Orkan Środa Wielkopolska                                        | 1,70     |
| Skok o tyczce                 | Kamila Przybyła CWZS Zawisza Bydgoszcz                                                | 4,20     | Paulina Hnida KS AZS AWF Wrocław                                                      | 3,80        | Anastasiya Kaliniczenko OSOT Szczecin                                                   | 3,30 SB  |
| Pchnięcie kulą                | Klaudia Kardasz KS Podlasie Białystok                                                 | 15,88    | Beata Trzonkowska LŁKS Prefbet Śniadowo Łomża                                         | 13,91 SB    | Marcelina Witek SKLA Sopot                                                              | 13,60 SB |
| Rzut dyskiem                  | Lidia Augustyniak OŚ AZS Poznań                                                       | 55,99    | Daria Zabawska KS Podlasie Białystok                                                  | 54,58       | Katarzyna Moś WKS Śląsk Wrocław                                                         | 53,90    |
| Rzut młotem                   | Malwina Kopron OŚ AZS Poznań                                                          | 69,72    | Katarzyna Furmanek KKL Kielce                                                         | 65,12       | Marika Kaczmarek MUKS Kadet Rawicz                                                      | 60,78    |
| Rzut oszczepem                | Maria Andrejczyk LUKS Hańcza Suwałki                                                  | 62,93    | Marcelina Witek SKLA Sopot                                                            | 58,41       | Kamila Zdybał PKS Gwardia Szczytno                                                      | 50,61    |